# Lucien Mérignac
Louis Lucien Mérignac (* 5. Oktober 1873 in Paris; † 1. März 1941) war ein französischer Fechter.

## Erfolge
Lucien Mérignac nahm 1900 in London an den Olympischen Spielen im Florettfechten teil. Im Florettwettbewerb der Fechtmeister 1900 gewann er, wie Alphonse Kirchhoffer, sechs seiner sieben Gefechte. Im Stechen setzte er sich gegen Kirchhoffer durch und wurde Olympiasieger in dieser nur 1900 ausgetragenen Disziplin.